# Martine Roure
Martine Roure (* 28. September 1948 in Lyon) ist eine französische Politikerin der Parti socialiste.

## Leben
Roure studierte Literaturwissenschaften und Psychologie. Als Lehrerin war sie in Frankreich tätig. Von 1999 bis 2009 war sie Abgeordnete im Europäischen Parlament. Dort war sie unter anderem Mitglied im Ausschuss für Kultur, Jugend, Bildung, Medien und Sport sowie im Ausschuss für die Freiheiten und Rechte der Bürger, Justiz und innere Sicherheit sowie stellvertretende Vorsitzende der Delegation für die Beziehungen zu der Volksrepublik China. 